# Tipula (Lunatipula) chelifera
Tipula (Lunatipula) chelifera is een tweevleugelige uit de familie langpootmuggen (Tipulidae). De soort komt voor in het Palearctisch gebied.